# Tramwaje w Ułan Ude

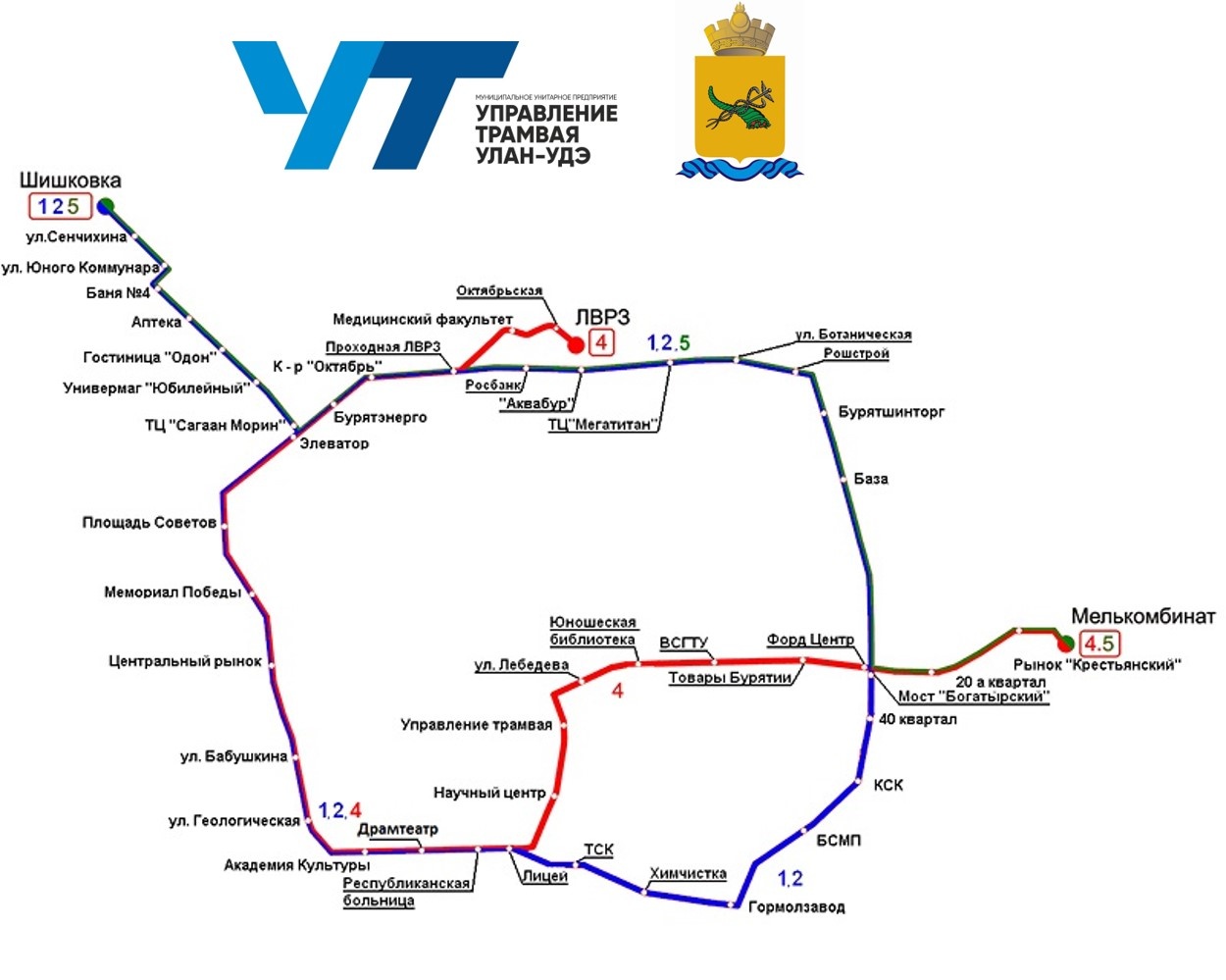
Schemat linii tramwajowych w Ułan-Ude.

Tramwaje w Ułan-Ude – system komunikacji tramwajowej uruchomiony 16 grudnia 1958 w Ułan-Ude w Rosji.
W 2007 uruchomiono nowy odcinek linii tramwajowej między 20. a 40. kwartałem, dzięki temu odcinkowi udało się domknąć tramwajową obwodnicę miasta. W 2008 w mieście działały 4 linie i 1 zajezdnia. Bilet kosztuje 10 rubli. Codziennie na linie wyjeżdża 45 wagonów.

## Tabor

### Obecnie eksploatowany
Tabor tramwajowy eksploatowany w Ułan-Ude składa się z tramwajów UKWZ.Eksploatowane są tramwaje KTM-5 (dostawy w latach 1982–1991), KTM-8 (dostawy w latach 1993–1994 oraz 1998–2000), KTM-19 (dostawy w latach 2004–2008).
Stan taboru w roku 2011:
- KТМ-5 (71-605, 71-605A) – 31 sztuki,
- KТМ-8 (71-608К) – 13 sztuk,
- KТМ-8М (71-608КМ) – 4 sztuki,
- KТМ-19 (71-619КТ) – 20 sztuk.

### Historyczny
- KTM/KTP-1 – 20 sztuk (numery 1/51 - 3/53, 5/55 - 20/70, 33/83),
- KTM/KTP-2 – 15 sztuk (numery 4/54, 21/71 - 27/77, 30/80 - 32/82, 34/84 - 37/87),
- KTM-2 – 2 sztuki (numer 28), oraz 1 służbowy (numer 29).